# Trần Công Minh (cầu thủ bóng đá, sinh 1999)
Trần Công Minh (sinh ngày 16 tháng 2 năm 1999) quê quán Cao Lãnh, Đồng Tháp, là cầu thủ bóng đá chuyên nghiệp người Việt Nam đang thi đấu tại V-League 2 trong đội hình Đồng Tháp. Theo lời kể của ông Trần Văn Phết (cha của Trần Công Minh) thì cái tên của con mình được đặt là do ông thần tượng cựu cầu thủ Trần Công Minh nên mới đặt như vậy.
Công Minh là cầu thủ xuất sắc nhất tại Giải bóng đá U17 quốc gia năm 2016 khi anh ghi bàn thắng mở tỉ số và góp công lớn giúp đội U-17 Đồng Tháp giành chức vô địch trong chiến thắng trước đội U-17 PVF trong trận chung kết. Hai năm trước, tại giải bóng đá U15 quốc gia năm 2014, chính Trần Công Minh là cầu thủ ghi bàn thắng mở tỉ số giúp đội U-15 Đồng Tháp giành chức vô địch trong chiến thắng trước chính đội U-15 PVF trong trận chung kết.

## Danh hiệu
- Giải bóng đá U17 quốc gia: Huy chương vàng (2016).
- Giải bóng đá U15 quốc gia: Huy chương vàng (2014).

## Bị kỷ luật vì bán độ bóng đá
Liên đoàn bóng đá Việt Nam (VFF) đã phạt tiền và treo giò tiền vệ "vua giải trẻ" Trần Công Minh và cầu thủ Đồng Tháp bán độ trước Vĩnh Long ở vòng loại U.21 quốc gia 2019. Ban kỷ luật VFF đã phạt nặng những cầu thủ có hành vi tham gia cá độ, đánh bạc trong mở màn vòng loại U.21 quốc gia 2019 giữa Vĩnh Long và Đồng Tháp ngày 19.6, trong đó có cầu thủ xuất sắc nhất giải U.19 quốc gia 2018 Trẩn Công Minh.
Đó là trận đấu 2 đội đã hòa nhau 1-1 trên sân Thành Long. Nhựt Huy ghi bàn mở tỷ số cho Đồng Tháp ở phút 21, trong khi Tự Nhân gỡ hòa 1-1 cho Vĩnh Long ở phút 83.
Theo án kỷ luật của VFF, nhạc trưởng của U.21 Việt Nam, tiền vệ nổi bật nhất trong thế hệ vài năm qua là Trần Công Minh đã bị phạt 2,5 triệu đồng và đình chỉ tham gia các hoạt động bóng đá do VFF quản lý trong 6 tháng.